# Stadtwerke Pirmasens

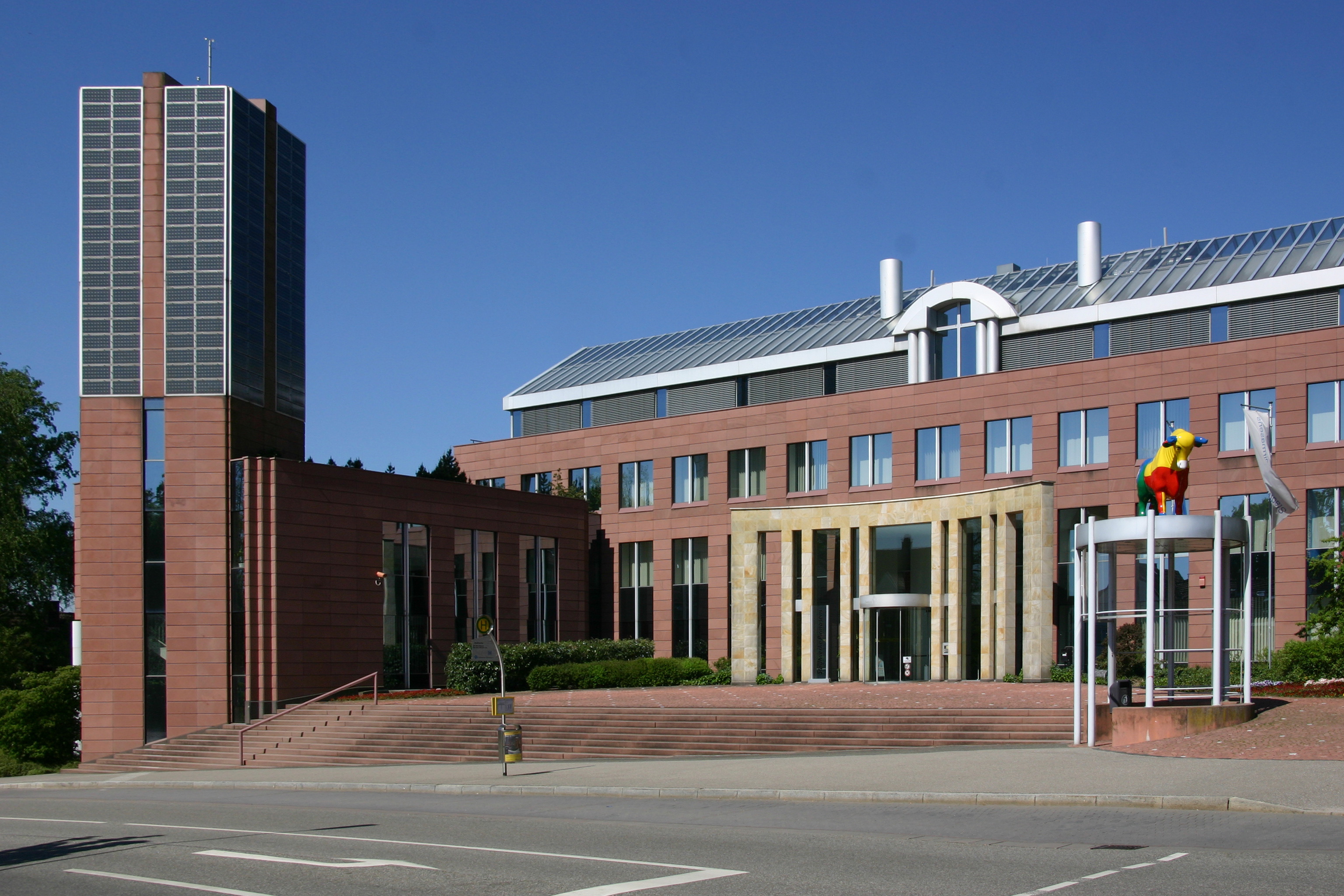
Unternehmenssitz im Stadtteil Schachen

Die Stadtwerke Pirmasens sind ein Energieversorgungsunternehmen in Pirmasens. Es hat seinen Sitz im Stadtteil Schachen am nördlichen Ende der Streckbrücke.

## Geschichte
Die Ursprünge des Unternehmens gehen bis ins Jahr 1874 zurück, als in Pirmasens ein Gaswerk in Betrieb genommen und in der Stadt mehrere Gaslaternen aufgebaut wurden. Später folgten außerdem ein Wasserwerk und ein Elektrizitätswerk. In seiner jetzigen Form wurde das Unternehmen 1994 gegründet, als es in eine Gesellschaft mit beschränkter Haftung umgewandelt wurde. 2024 erzielte es einen Gewinn von nahezu einer Million Euro.

## Unternehmensstruktur
Zum Unternehmenskomplex gehören die Stadtwerke Pirmasens Holding, die wiederum zu 100 % Eigentümer von Stadtwerke Pirmasens Verkehr ist. Letztere betreiben den Nahverkehr innerhalb der Stadt. Weitere Firmen in diesem Konglomerat sind Erneuerbare Energien Pirmasens GmbH, die Stadtwerke Pirmasens Versorgungs GmbH, die Pirmasenser Luft- und Badepark (PLUB) GmbH und die Bio-Energie Pirmasens GmbH.

## Leistungen
Das Versorgungsnetz umfasst 695,8 Kilometer an Hausanschlussleitungen sowie 162 Transformatorenstationen.